# 센주 아키라

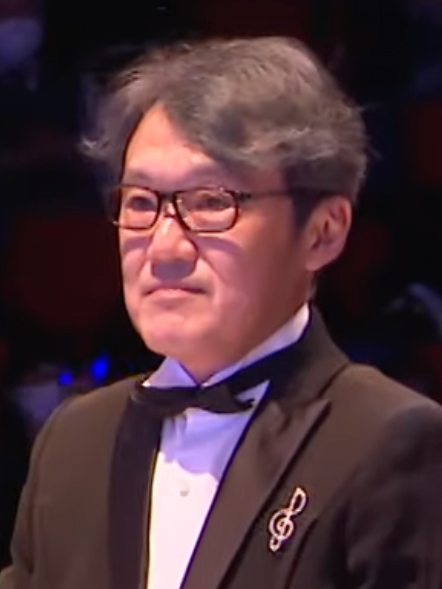

센주 아키라(일본어: 千住明, 1960년 10월 21일 ~ )는 일본의 작곡가이자 편곡가이다. 노지마 신지 드라마 다수의 음악을 담당했으며, 일본 아카데미상 최우수 음악상을 3회 수상했다.

## 작품

### 드라마
- 1993년 《고교교사》
- 1994년 《인간실격: 내가 만약 죽는다면》
- 1994년 《집 없는 아이》
- 1995년 《미성년》
- 1995년 《집 없는 아이2》
- 1998년 《세기말의 시》
- 1998년 《청의 시대》
- 1998년 《성자의 행진》
- 1999년 《아름다운 사람》
- 2000년 《네가 가르쳐 준 것들》
- 2000년 《섬머스노우》
- 2001년 《스토로베리 온 더 쇼트케이크》
- 2001년 《사랑을 몇 년 쉬셨습니까》
- 2003년 《고교교사》
- 2004년 《강아지의 왈츠》
- 2004년 《모래그릇》
- 2004년 《결혼의 형태》
- 2004년 《부부》
- 2005년 《너무 귀여워》
- 2005년 《사랑의 시간》
- 2007년 《풍림화산》
- 2010년 《골드》
- 2010년 《99년의 사랑》
- 2015년 《유성 왜건》

### 영화
- 1993년 《고교교사》
- 1993년 《마루코는 아홉살》
- 1994년 《집 없는 아이》
- 1998년 《사랑을 바라는 사람》
- 2003년 《환생》
- 2005년 《히노키오》
- 2005년 《이 가슴 가득한 사랑을》
- 2006년 《눈물이 주룩주룩》
- 2009년 《바람이 강하게 불고 있다》